# 児童向けドラマ
児童向けドラマ（じどうむけドラマ）は、児童向けに製作されたドラマのジャンルである。
基本的に子供を対象にしたドラマであるが、子供を含むファミリー層や若者向けの作品も多く、全日帯に放映される。
NHKのウェブサイトでは「若者・少年ドラマ」とも呼ばれる。
学齢期の少年少女が主役になることから、学園ドラマ、或いはその要素を含むものも多い。有名な子役を輩出することも多く、80年代までは国際放映の作品が多かった。
全日帯で放送されている特撮ドラマの殆どがこのドラマである。また、1960年代中盤の第一次怪獣ブーム（怪獣ブーム）や1970年代前半の第二次怪獣ブーム（変身ブーム）の頃には、特撮作品が盛んに作られ、子供たちの人気がテレビアニメよりも高かった。1970年代中盤ぐらいまでは、『隠密剣士』や『仮面の忍者 赤影』などの児童向けに作られた時代劇ドラマも存在する。
ファミリー向けアニメとほぼ同じ視聴者層を対象にしており、特撮を中心に30分程度の放映枠で放映されることがある。製作体制もアニメ番組と同様であり、民放で放送されているものはAパートとBパートの分割とその間のアイキャッチの挿入、広告代理店の製作関与、視聴率よりも玩具の販売促進に重点をおいた戦略といった具合である。また、テレビ局側もアニメと子供番組の部所が担当する。
尚、放映期間は大体半年から1年程度の作品が多いが、1980年代まではヒット作も多く、2年半放映した『忍者部隊月光』（130話、続編も含む）、『隠密剣士』（167話、続編も含む）、『がんばれ!!ロボコン』（118話、再放送は除く）や、ほぼ2年放送した『男!あばれはっちゃく』（102話）や『秘密戦隊ゴレンジャー』（84話、再放送は除く）、『仮面ライダー』（98話）などが存在する。

## 歴史
テレビ番組の草創期から、さまざまな作品が製作されていたが、1958年の『月光仮面』によって、変身ヒーロー物という、本ジャンルでもっとも強力な路線を確立する。ただし怪獣ブーム終息時期の1960年代の後半から次第に衰退を始め、「幼児向け」、「広範な子供向け」、「大人向け（一般のドラマと同様）」の三極化が進み、ユーザーの多様化によりヒット要因を探りにくくなったとされる。変身ブームが沈静化を始めた1973年頃から予算がかかりすぎるとして本ジャンルは敬遠され始め、代わりにコストパフォーマンスが高いテレビアニメが台頭してきた。
1980年代の終わりに変身ヒーロー物を除き、NHK教育を除いてほぼ消滅し、1990年代には放送局に児童向けドラマの枠自体が開いておらず、『ウルトラマンネオス』のテレビシリーズが頓挫した一因であったという。
1990年代後半からの特撮ブーム後、ウルトラマン・仮面ライダー・スーパー戦隊シリーズ以外の特撮ものがいくらか製作された。

## 分類
日本では以下のようなジャンルが多い。
- ホームドラマ･コメディ
- 探偵･アクションもの
- 時代劇（1970年代以降は稀）
- SF・ファンタジー
- 変身ヒーロー・ヒロイン

「SF・ファンタジー」及び「変身ヒーロー・ヒロイン」は基本的に特撮ものが多い。「探偵･アクション」ものや「ホームドラマ･コメディ」でも異生物が登場したりするエブリデイ・マジックとしてのスタイルを持つドラマは特撮ものとすることがある。

## シリーズ
- タケダアワー（1958年-1974年）
- 少年ドラマシリーズ（1972年-1983年）
- 阪急ドラマシリーズ（1965年-1994年）

児童向けドラマの枠になるのは1982年の『先生お・み・ご・と!』以降から枠終了まで。
- チャコちゃんシリーズ（1962年-1969年）→ケンちゃんシリーズ（1969年-1982年）
- あばれはっちゃくシリーズ（1979年-1985年）
- ドラマ愛の詩（1991年-1992年、1998年-2005年）
- 虹色定期便-学校放送（1997年-2006年）

### 特撮シリーズ
- ウルトラシリーズ（1966年-1968年、1971年-1975年、1980年-1981年、1996年-1999年、2001年-2007年、2007年-2009年、2011年-）
- 仮面ライダーシリーズ（1971年-1975年、1979年-1981年、1987年-1989年、2000年-）
- スーパー戦隊シリーズ（1975年-1977年、1979年-）
  - パワーレンジャー[7]（1993年-）
- バロンシリーズ（1973年-1977年）
- 恐竜シリーズ（1976年-1979年）
- 東映不思議コメディーシリーズ（1981年-1993年）
- メタルヒーローシリーズ（1982年-1999年）
- 超星神シリーズ（2003年-2006年）
- トミカヒーローシリーズ（2008年-2010年）
- ガールズ×戦士シリーズ（2017年-2022年）

## 主な作品
- 少年探偵団（テレビドラマ以前に1954年にラジオドラマ化されてヒットしている）
  - 少年探偵団 (BD7)
  - 怪人二十面相(1977年版)
  - 怪人二十面相と少年探偵団
  - 夕陽ヶ丘の探偵団
- ダイハツ工業提供枠（1958年-1969年）
  - やりくりアパート
  - 神州天馬侠
  - わんぱく砦 - 無敵!わんぱく
  - 海の次郎丸
  - 黒い編笠
- タケダアワー（1958年-1974年）
  - ぽんぽこ物語
当枠と同じ武田薬品工業の一社提供ではあるが、前身作品のため、当枠に含まれていない。
  - 月光仮面
  - 隠密剣士
  - ウルトラQ
  - 柔道一直線
  - ガッツジュン
  - シルバー仮面
  - 決めろ!フィニッシュ
  - アイアンキング
  - へんしん!ポンポコ玉
- ブラザー劇場（1960年-1979年）
  - コメットさん
  - 熱血猿飛佐助
  - それ行け!カッチン
  - 刑事犬カール
- 天てれドラマ（2014年-2016年）
  - 東京特許許可局
  - 念力家族

### 1950年代
- 赤胴鈴之助

### 1960年代
- チャンピオン太
- 宇宙人ピピ
- ふしぎな少年
- 丸出だめ夫
- 悪魔くん
- 怪盗ラレロ
- 河童の三平 妖怪大作戦

### 1970年代
- 魔女はホットなお年頃
- 好き! すき!! 魔女先生
- 1・2・3と4・5・ロク(1972年版)
- がんばれ!!ロボコン - ロボット110番
- レッドビッキーズ
- 冒険ファミリー ここは惑星0番地
- 透明ドリちゃん
- 少女探偵スーパーW

### 1980年代
- スターダッシュNo.1!
- ハウスこども劇場
- なかなか!ドジラんぐ
- 翔んだカップル
- ねらわれた学園

### 1990年代
- 参上! 天空剣士
- 木曜の怪談
- 電光超人グリッドマン
- 七星闘神ガイファード
- 超光戦士シャンゼリオン
- 燃えろ!!ロボコン

### 2000年代
- 週刊 赤川次郎
- チョコミミ
- ケータイ捜査官7
- 琉神マブヤー

### 2010年代
- ハルサーエイカー
- ベイビーステップ
- ふたりモノローグ
- 妖ばなし

### 2020年代
- ガル学～ガールズガーデン～

### コーナードラマで児童向けドラマを放送していた子供番組
- おはよう!こどもショー（1965年-1980年）
- ティンティンTOWN!（2002年-2004年）-リリパット王国
- ガチャガチャポン!　（2005年-2006年）-今泉家の場合、今泉家は大騒ぎ
- まるまるちびまる子ちゃん（2007年-2008年）
- 天才てれびくんシリーズ（1993年-）-天才てれびくんシリーズのドラマ参照
  - 天才てれびくん（1993年-1999年）
  - 天才てれびくんワイド（1999年-2003年）
  - 天才てれびくんMAX（2003年-2011年）
  - 大!天才てれびくん（2011年-2014年）
  - Let's天才てれびくん（2014年-2016年）
  - 天才てれびくんYOU（2017年-2019年）
  - 天才てれびくんhello,（2020年-）
- おはスタ（1997年-）-ふしぎ少女探偵 キャラ&メル、きら☆レボ+
- おはコロっす! （2011年-2012年）- ハイパーヨーヨー バーニング、友情チーム!ブットバースト
- ピラメキーノ（2009年―2015年）ーざっくり戦士ピラメキッド

### 主な海外製ファミリー向けドラマ
- ちびっこギャング-ちびっこ大将
- サンダーバード
- 宇宙家族ロビンソン
- 奥さまは魔女
- かわいい魔女ジニー
- わんぱくフリッパー
- キャプテンパワー
- 来来!キョンシーズ

### 主な30分ドラマ放映枠
- 日本テレビ月曜7時枠連続ドラマ
- 朝日放送制作・TBS日曜6時30分枠の連続ドラマ
- TBS火曜7時枠の連続ドラマ-「岡崎友紀シリーズ」他、少女向け作品枠
- TBS水曜7時30分枠の連続ドラマ
- TBS木曜7時30分枠の連続ドラマ
- テレビ朝日月曜7時30分枠の連続ドラマ
- テレビ朝日金曜7時30分枠の連続ドラマ
- テレビ朝日土曜7時30分枠の連続ドラマ

## 参考資料
- 『日テレドラマ半世紀』日本テレビ放送網 2005年 ISBN 4820399055
- 「それ行け!カッチン」Vol1 DVD解説書